# Dekabryści

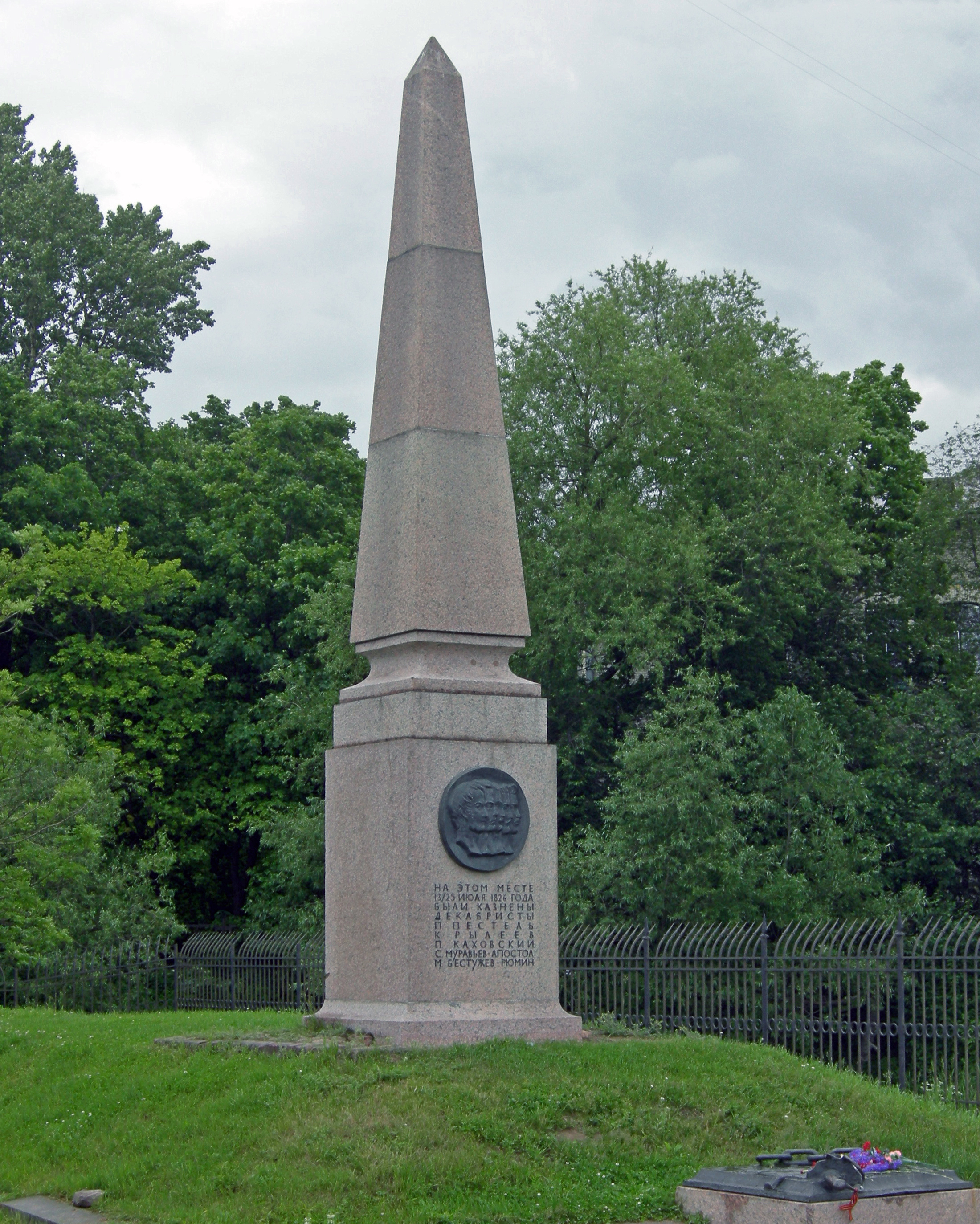
Pomnik upamiętniający miejsce stracenia części dekabrystów, Sankt Petersburg

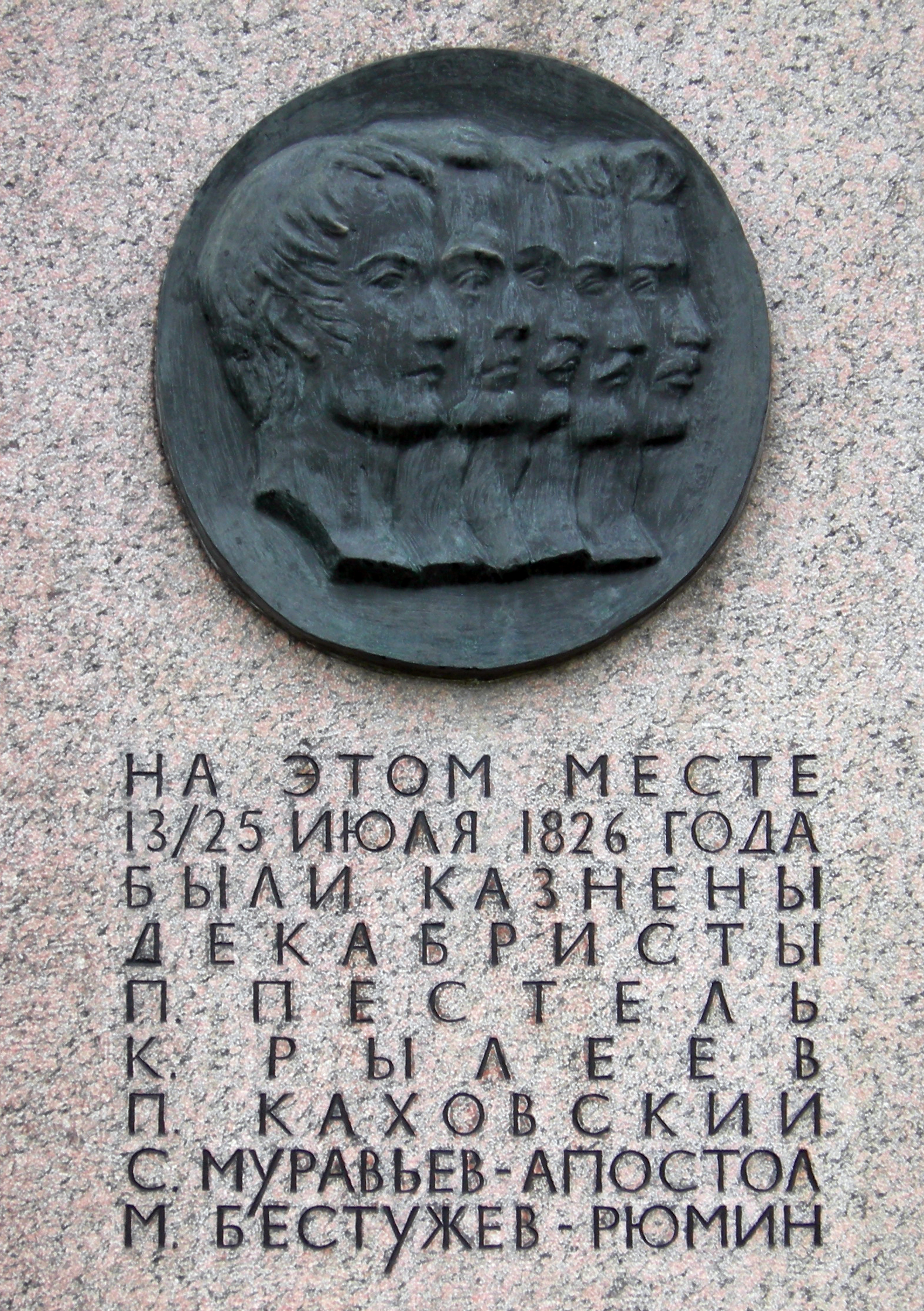
Inskrypcja na pomniku

Dekabryści – grupa rosyjskich spiskowców/rewolucjonistów ze sfer szlacheckich działająca w latach 20. XIX wieku. Nazwa wywodzi się od daty wybuchu antycarskiego powstania – 26 grudnia 1825 (14 grudnia według kalendarza juliańskiego) – po rosyjsku grudzień to dekabr`.

## Organizacje dekabrystów
Dekabryści wywodzili się z rodzin arystokratycznych (spośród 289 ukaranych za udział w spisku 22 było synami generałów, 10 synami pułkowników, 13 synami senatorów, 7 − gubernatorów, 2 − ministrów, a jeden synem członka Rady Państwa), uzyskali dobre wykształcenie, służyli w elitarnych pułkach armii rosyjskiej, znali język francuski, a niekiedy także inne języki obce. Wśród uczestników ruchu było wielu wolnomularzy. W większości byli wojskowymi i brali udział w wojnie obronnej z Napoleonem. Część z nich służyła w zachodniej Europie, m.in. stacjonowała w okupowanej Francji. Doświadczenia te i poczynione obserwacje miały wpływ na poglądy i program wielu dekabrystów, którzy byli entuzjastami francuskiego oświecenia i rewolucji francuskiej.
Wkrótce po zakończeniu wojny ojczyźnianej 1812 roku w Rosji powstają tajne stowarzyszenia polityczne. W roku 1816 powstaje Związek Ocalenia (pełna nazwa: Stowarzyszenie Prawdziwych i Wiernych Synów Ojczyzny), kierowany przez oficerów Pawła Pestela i Nikitę Murawjowa, który jako główny cel postawił sobie zniesienie poddaństwa chłopów. Różnice w poglądach przywódców organizacji doprowadziły do jej rozpadu, jednak część członków ugrupowania założyła w 1818 Związek Dobra Publicznego. Program nowej organizacji był bardziej umiarkowany, co przyciągało do niego nowych członków spośród młodych oficerów, nie satysfakcjonował jednak bardziej radykalnych działaczy (na czele z Pestelem). W 1821 na zjeździe w Moskwie organizacja została rozwiązana. W jej miejsce powstały dwie oddzielne tajne organizacje: Towarzystwo Północne i Towarzystwo Południowe. Niezależnie od nich na Wołyniu i Kijowszczyźnie powstało Stowarzyszenie Zjednoczonych Słowian, które ostatecznie połączyło się z Towarzystwem Południowym. Towarzystwo Północne działało w Petersburgu, podczas gdy centrum drugiego ze stowarzyszeń był Tulczyn, kwatera 2. Armii rosyjskiej.

## Program organizacji
Dekabryści nie byli jednorodnym ugrupowaniem pod względem programowym. Nikita Murawjow opowiadał się za monarchią konstytucyjną. Początkowo dekabryści byli skłonni współpracować z carem, wpływać jedynie na rozwój obywatelskiej świadomości Rosjan, szerząc oświatę i organizując działania dobroczynne. Na zmianę ich postawy wpłynął konserwatywny kurs polityki Aleksandra I, przez co spiskowcy stracili nadzieję na odgórne reformy kraju.
Najbardziej radykalnym ideologiem dekabrystowskim był Paweł Pestel, przywódca Towarzystwa Południowego, którego traktat programowy Prawda Ruska przewidywał obalenie caratu, egzekucję cara i jego rodziny, przeprowadzenie reformy agrarnej, zniesienie pańszczyzny, proklamowanie republiki i wprowadzenie ustroju opartego na trójpodziale władzy, inspirowanego także praktyką polityczną jakobinów. Taktyka spiskowa, wprowadzenie zmian drogą carobójstwa i przewrotu została z czasem przyjęta przez większość dekabrystów.
Mimo różnic, Towarzystwa współpracowały ze sobą. Towarzystwo Południowe utrzymywało również kontakty z polskim Towarzystwem Patriotycznym.

## Na placu Senackim
Po śmierci cara Aleksandra I w grudniu 1825 w Rosji doszło do kryzysu dynastycznego. Spadkobiercą zmarłego powinien zostać najstarszy z jego braci – wielki książę Konstanty. W 1820 roku zawarł on jednak związek morganatyczny z polską arystokratką Joanną Grudzińską i zrzekł się tronu na rzecz kolejnego brata Mikołaja, co dwa lata później potwierdzono manifestem carskim. Nie został on podany do publicznej wiadomości. Po śmierci Aleksandra Konstanty potwierdził swoją rezygnację z tronu, wówczas Mikołaj opublikował manifest zmarłego cara i ogłosił objęcie tronu.
Towarzystwo Północne postanowiło wykorzystać zamieszanie spowodowane naruszeniem praw dziedziczenia. Część dowódców wojska uznała za cara W.X. Konstantego i pod tym hasłem postanowiła rozpocząć powstanie. Dyktatorem ogłoszono księcia Sergiusza Trubeckiego. Rano 26 grudnia powstańcy wyszli na plac Senacki, gdzie zgromadzili około 3000 żołnierzy. Oddziały cały dzień stały na placu, demonstrując brak poparcia dla cara. Żołnierze Pułku Moskiewskiego krzyczeli "Niech żyje Konstanty!".
Car rzucił przeciw nim doborowe oddziały gwardii konnej, ale szturm się nie powiódł: gwardziści mieli źle podkute konie, ślizgające się na oblodzonym bruku, a ponadto okazało się, że wyprowadzono ich z koszar z paradnymi, nienaostrzonymi szablami. Tak więc o losach dekabrystów miała zdecydować piechota (Pułk Preobrażeński) i artyleria. Mikołaj podobno wzdragał się przed rozpoczęciem panowania od rozlewu krwi swoich poddanych, ale w końcu wydał rozkaz: „Działa, ognia pojedynczo od prawego!”. Pod gradem kartaczy stojące dotąd bezczynnie oddziały powstańcze rzuciły się do ucieczki. Bunt został stłumiony.
Towarzystwo Południowe doprowadziło jeszcze 10 stycznia do buntu części stacjonującego na Ukrainie pułku czernihowskiego. Został on również szybko, pod Białą Cerkwią, stłumiony.

## Represje
Mikołaj nakazał ścigać wszystkich podejrzanych o udział w spisku i buncie. Swemu zaufanemu adiutantowi, generałowi Beckendorffowi, kazał przeczesać miasto, a schwytanych żołnierzy dostawiać do Pałacu Zimowego.
Śledztwo, w którym osobisty udział brał Mikołaj I, doprowadziło do rozbicia organizacji. Skazano 289 osób, w tym jej przywódców na śmierć. Wyroki na pięciu z nich (Paweł Pestel, Siergiej Murawjow-Apostoł, Piotr Kachowski, Michaił Biestużew-Riumin, Kondratij Rylejew) wykonano przez powieszenie 25 lipca. Były to pierwsze wykonane kary śmierci od czasu Katarzyny II. Pozostałym, m.in. Nikicie Murawjowowi, Aleksandrowi Bestużewowi zamieniono karę śmierci na katorgę bądź długoletnie zesłanie na Syberię. Pozostali oskarżeni również zostali skazani na więzienie lub wysłanie do służby w odległych prowincjach cesarstwa.
W trakcie śledztwa został aresztowany m.in. Michaił Murawjow, późniejszy osławiony Wieszatiel, który przed 1821 rokiem związany był podczas służby wojskowej z organizacjami, z których wywodzili się dekabryści. Został uwolniony po pięciu miesiącach.
Mikołaj, który był wobec dekabrystów i sędzią, i katem, uważał ich za najpodlejszych zdrajców zamierzających popełnić zbrodnię absolutną, a mianowicie carobójstwo.

## Poglądy filozoficzne
Filozoficzne poglądy dekabrystów nie były poglądami jednorodnymi. W większości dekabryści byli ateistami i wolnomyślicielami. Część dekabrystów, wyznając poglądy religijne, uznawała naukę Kościoła o boskiej opatrzności. Poglądy dekabrystów na proces społeczno-historyczny miały charakter oświeceniowy. Za główną i określającą siłę postępu społecznego uważali oni oświatę, „ducha czasu”.